# Петрівсько-Роменська сільська рада
Петрівсько-Роменська сільська рада — колишній орган місцевого самоврядування у Гадяцькому районі Полтавської області з центром у селі Петрівка-Роменська.

## Населені пункти
Сільраді були підпорядковані населені пункти:
- c. Петрівка-Роменська
- с. Балясне
- с. Венеславівка